# Basílica de San Felipe Neri
La Basílica de San Felipe Neri es un edificio católico de la ciudad de Guadalajara, ubicada en el centro del estado de Jalisco, México. Su construcción inició en 1752 y finalizó en 1802, mandado a construir con un estilo barroco por el alarife Pedro José Ciprés. El templo es catalogado como monumento histórico por el Instituto Nacional de Antropología e Historia (INAH) para su preservación. El papa Pío VII le concedió el título litúrgico de basílica menor por breve apostólico el 21 de abril de 1804. Actualmente pertenece a la Parroquia del Sagrario Metropolitano de la Arquidiócesis de Guadalajara.

## Historia
El oratorio tiene sus orígenes cuando se decidió darles una sede fija a la Congregación del Oratorio de San Felipe Neri que había llegado a la ciudad desde el 16 de mayo de 1679. Originalmente estaban con los oblatos del Santuario de Nuestra Señora de la Soledad, donde hoy se encuentra la Rotonda de los Jaliscienses Ilustres. El 25 de octubre de 1751, Fernando VI de España aprobó el traslado de los oratorianos a la plaza de la Palma. Se inició la construcción del oratorio en 1752 y terminó en 1802, estando a cargo de su construcción el alarife Pedro José Ciprés. Los oratorianos estuvieron ahí hasta que fue suprimida la orden el 2 de agosto de 1858 por decreto pontificio, quedado en manos de las Hermanas de la Caridad. En 1904 la Compañía de Jesús adquirió el oratorio y reconstruyó el antiguo claustro, hoy en día es la Preparatoria de Jalisco.
Desde el 1 de agosto hasta el 15 de agosto se hace una gran celebración para la Asunción de María. El último día se cantan las mañanitas, se hacen las primeras comuniones y una kermés con música en vivo.
El edificio es conocido por ser uno de los que se incluye en la tradicional visita a los siete templos que se realiza anualmente en Semana Santa y que en el caso de Guadalajara incluye a otras iglesias como la catedral, el templo de la Merced, el templo de Santa Mónica, el templo de las Capuchinas, el templo de Jesús María y el templo de Santa Teresa de Jesús.

## Arquitectura
El templo es de una planta de cruz latina. Cuenta con un atrio enrejado al frente, una cúpula sobre el tambor, una capilla anexa y una sacristía detrás del ábside. Su magnífica fachada al estilo plateresco que parece como un gran retablo cuenta con diversos elementos como escudos, molduras, decoraciones e imágenes de los santos Felipe Neri y Francisco de Asís. Sus pilastras tienen decoraciones a un tercio de sus fustes, sus pedestales tienen elementos tablerados. Su frontispicio tiene una cornisa mixtilínea con la imagen de la Virgen que se desplanta sobre un pedestal de cantera rosa resguardado por arcángeles. Su ostentosa torre campanario tiene una rica iconografía. El interior del templo es del estilo neoclásico y cuenta con 14 óleos de Miguel Cabrera.

## Galería

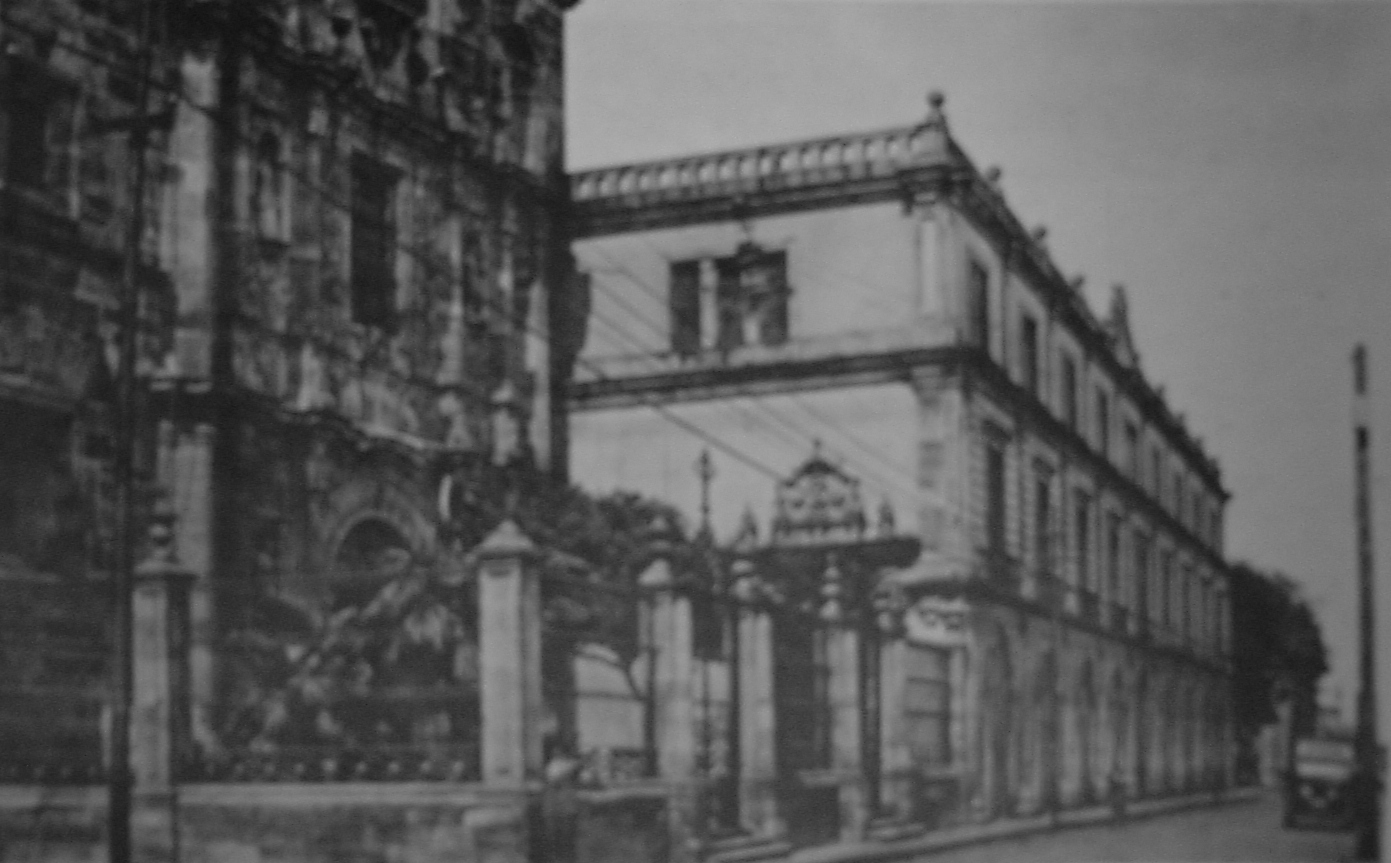
La basílica y la Preparatoria de Jalisco en 1935.
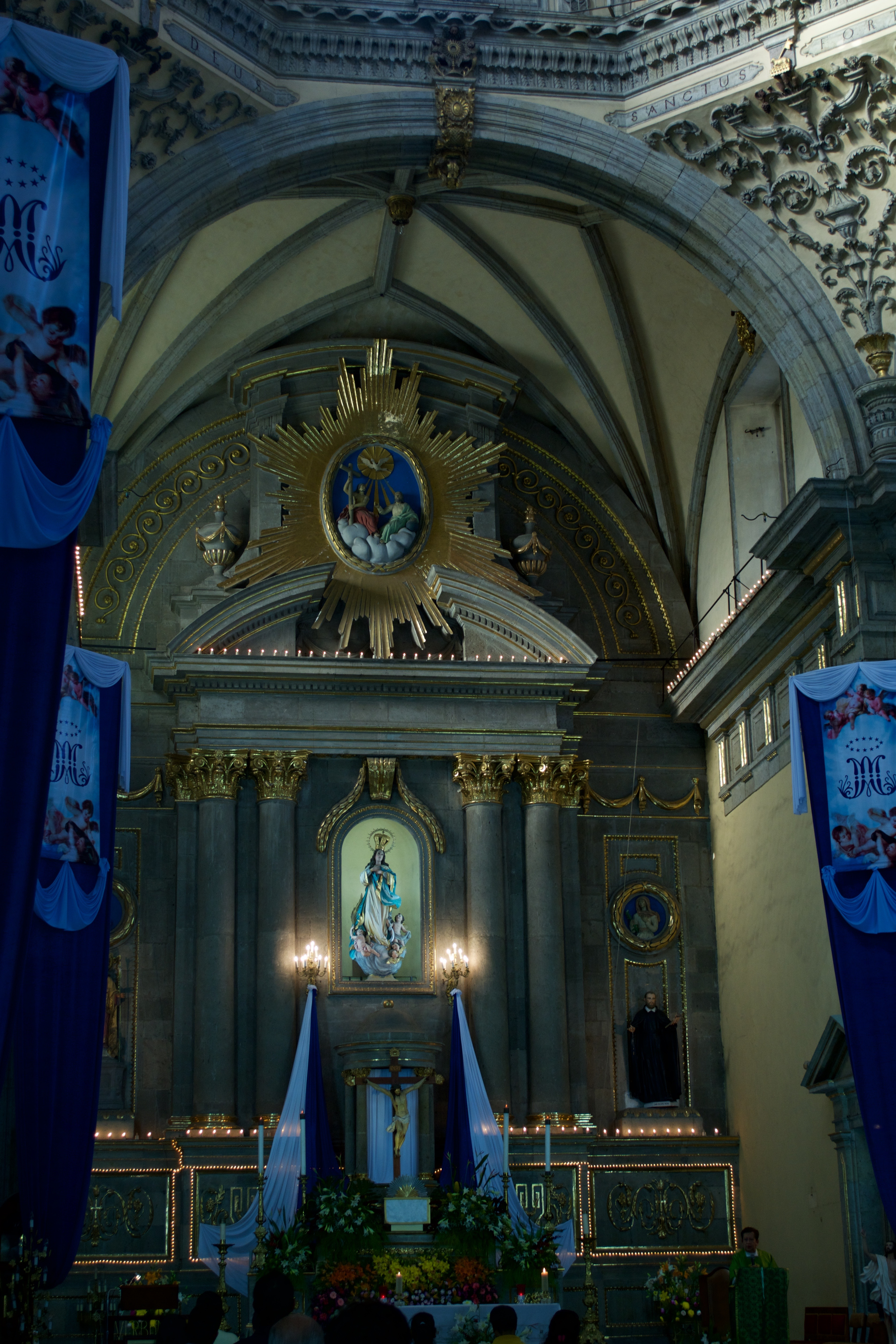
Retablo del templo.
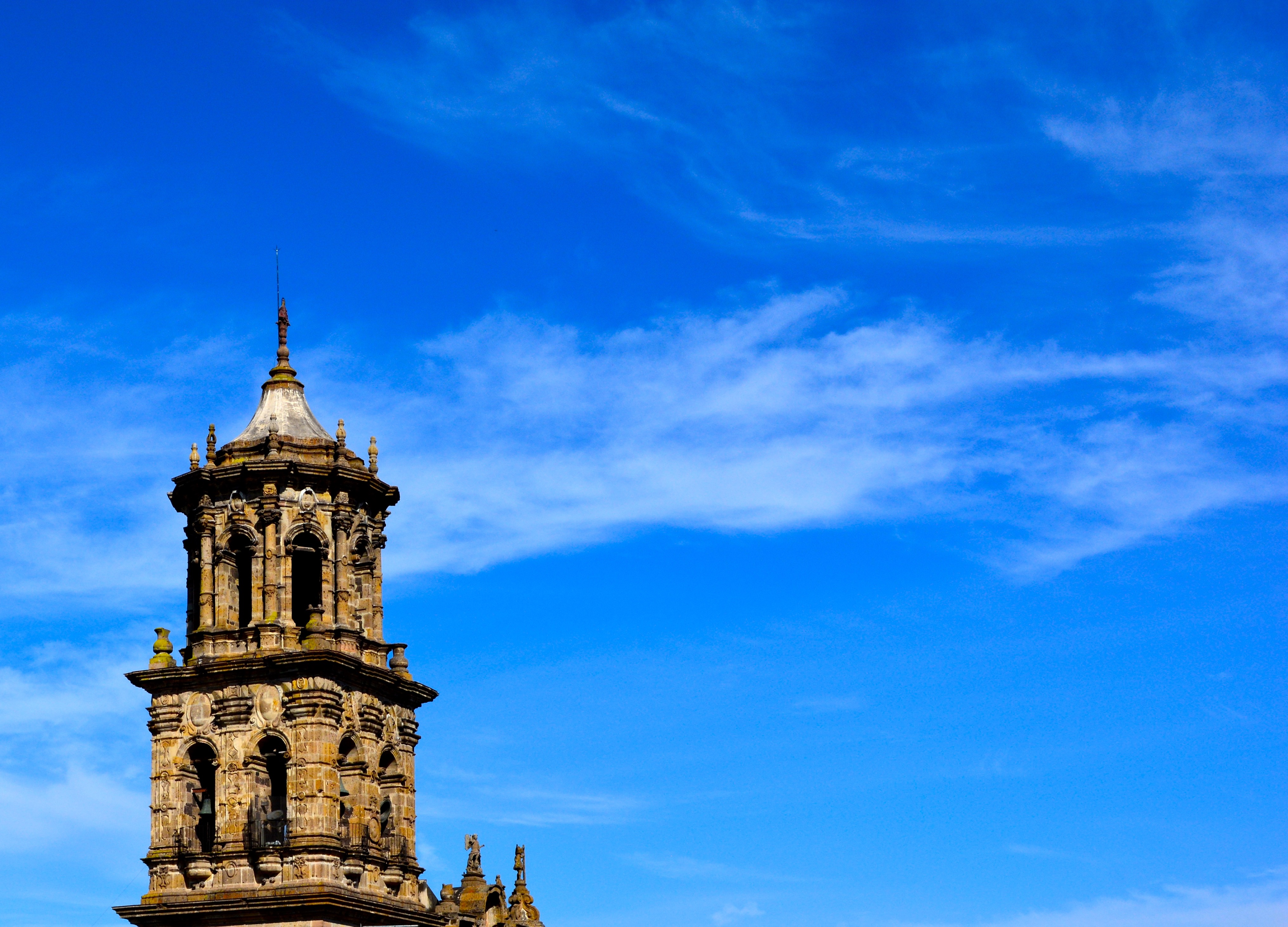
Torre del templo.